# Cantonul Ruelle-sur-Touvre
Cantonul Ruelle-sur-Touvre este un canton din arondismentul Angoulême, departamentul Charente, regiunea Poitou-Charentes, Franța.

## Comune
- L'Isle-d'Espagnac
- Magnac-sur-Touvre
- Mornac
- Ruelle-sur-Touvre (reședință)
- Touvre